# Григорије Светогорски
Григорије је српски светитељ и ктитор манастира Светог Николе на Светој Гори, који је по њему прозван Григоријат. Помен му је 7/12.
Живео је крајем 14 и почетком 15 века. Атонска традиција прича о њему, да је био Србин и да су српски калуђери 1761. године, за време пожара у Светој Гори, однели собом његове мошти, књиге и папире са његовим потписом из 1405. године, као и опис његовог живота. Један запис из 18 века говори о светитељу Григорију, архиепископу из племена Немањића, чије су мошти у то доба нађене раздробљене у порушеном манастиру Куманици, на Лиму, и смештене на чување код Антонија Симоновића у Бијелом пољу.
У православљу се празнује 1. октобра по Јулијанском календару,
као Преподобни Григорије.